# Salvatore Oppes
Salvatore Oppes (Pozzomaggiore, 2 de noviembre de 1909–Roma, 27 de febrero de 1987) fue un jinete italiano que compitió en la modalidad de salto ecuestre. Su hermano Antonio compitió en el mismo deporte.
Participó en dos Juegos Olímpicos de Verano, en los años 1952 y 1956, obteniendo una medalla de plata en Estocolmo 1956, en la prueba por equipos (junto con Raimondo D'Inzeo y Piero D'Inzeo). Ganó una medalla de bronce en el Campeonato Europeo de Saltos Ecuestres de 1957.

## Palmarés internacional
| Juegos Olímpicos   | Juegos Olímpicos        | Juegos Olímpicos  | Juegos Olímpicos |
| Año                | Lugar                   | Medalla           | Categoría        |
| ------------------ | ----------------------- | ----------------- | ---------------- |
| 1956               | Estocolmo (Suecia)      | Medalla de plata  | Por equipos      |
| Campeonato Europeo |                         |                   |                  |
| Año                | Lugar                   | Medalla           | Categoría        |
| 1957               | Róterdam (Países Bajos) | Medalla de bronce | Individual       |